# Il cacciatore ricoperto di campanelli
Il cacciatore ricoperto di campanelli è il romanzo d'esordio dello scrittore siciliano Giuseppe Lo Presti. Il romanzo fu inizialmente pubblicato nel 1986 con il titolo "L'indominio della discordanza" su iniziativa della rivista Avanguardia di Trapani, che si rivolse alla Società Editrice Barbarossa per la pubblicazione, passando però quasi inosservato. Fu poi ripubblicato da Mondadori nella collana Oscar Originals nel 1990 con il nuovo titolo, grazie all'apprezzamento di Aldo Busi, che curò anche l'introduzione della nuova edizione.
Il libro riscosse un buon successo di critica, e fu anche tradotto in olandese, ma non ristampato per venticinque anni, diventando uno dei libri rari più ricercati dai collezionisti italiani.

## Trama
“B”, un trentenne succube della madre-padrona, le si ribella schiantando per terra un suo prezioso vaso cinese, e viene per questo rinchiuso in una cella psichiatrica nonostante i vani tentativi di dissuadere il medico, dottor “A”, dal segregarlo. Il percorso che domina l’intera narrazione è proprio il serrato duello dialogico fra il giornalista “B” e lo psichiatra “A”, tra la ragione e il ‘buon senso’ tra la logica e la ‘saggezza’, tra la libertà e l’agire liberamente, tra il dolore impaziente e distruttivo e la pacata sofferenza. “B” rivendica di non essere matto: la sua malattia sarebbe, semmai, un eccesso di lucidità, un suo uso smodato, esasperato, ai limiti della chiaroveggenza. Afferma di non amare la vita e a tenervelo lontano sarebbe l’onnipresente genitrice, che lo avrebbe «condannato a essere felice». 
Ma alla soglia del trentesimo anno, egli sa che nessun preordinato paradiso terrestre potrà soddisfarlo: per vivere in modo reale, autentico, sono preferibili, se non imprescindibili, la violazione delle sedicenti buone maniere e delle ipocrite regole; e perfino il ‘peccato’ e l’infelicità.
“B”, nella seconda parte del libro, è perciò alle prese con le prelibatezze e con le pene dell’amore.
Il dato ‘nuovo’, in questo suo viaggio verso la conoscenza, è che ciascuno persegue una propria egoistica, misera, bassa ‘felicità’.
Di fronte alla risolutezza e all’inflessibile argomentare del giovane, lo psichiatra butta sul tavolo la sua ultima carta, prima di spedirlo al manicomio: «Mangi le fragole! È il solo modo per uscirne.
(…). Lei è un sognatore. Scriva dei poemi (…)» (pp. 66 e 68).
Quell’invito ad accettare la realtà così com’è e a ricrearla nell’arte della scrittura o nella politica incontra, tuttavia, un’altra porta sbarrata, da parte del giovane: «La letteratura, la politica, non sono per me» (p. 70).
Accennando a uno scritto a cui attendeva, egli precisa che:
(G. Lo Presti, Il cacciatore, p. 20)
Per poter chiudere il cerchio, su di sé e sugli altri, il giovane fa anche i conti con la religione, si “chiarisce” con Dio.
“B”, a quel punto, verrà radiato dal mondo dei vivi. Ma prima che ciò accada, egli intende porre in essere un gesto esemplare e degno di ricordo.

## Edizioni
- L'indominio della discordanza, prefazione di Leonardo Fonte, Saluzzo, Barbarossa, 1986
- Il cacciatore ricoperto di campanelli, prefazione di Aldo Busi, Milano, Mondadori, 1990. ISBN 88-04-33122-4 (nuova ed. del precedente romanzo).
- Il cacciatore. Due romanzi degli “anni di piombo”, prefazione di Marcello Baraghini, a cura e con un saggio di Salvatore Mugno, Viterbo, Stampa Alternativa, 2015 (oltre al suo lavoro più noto, include il romanzo inedito Vittorino testa di bue). ISBN 978-88-6222-477-2[11]